# بيا باكارينن
بيا باكارينن (بالفنلندية: Pia Pakarinen)‏ (ولدت في 5 أكتوبر 1990) ممثلة وعارضة أزياء فنلندية، حاملة لقب مسابقة ملكة جمال والتي توجت به عن مسابقة ملكة جمال فنلندا 2011 , ومثلت فنلندا في مسابقة ملكة جمال الكون 2011.

## روابط خارجية
- بيا باكارينن على موقع IMDb (الإنجليزية)
- Official Miss Suomi website
- بيا باكارينن على إنستغرام

| الجوائز و الإنجازات | الجوائز و الإنجازات   | الجوائز و الإنجازات |
| ------------------- | --------------------- | ------------------- |
| سبقه فيفي بومبانن   | ملكة جمال فنلندا 2011 | تبعه سارا شفق       |